# 休氏旋木雀
，是雀形目旋木雀科的一种鸟类。

## 特征
休氏旋木雀体重约10.4克，翼长约67.5毫米，嘴峰长约20.1毫米，喙宽度约2.5毫米，喙厚度约2.7毫米，跗蹠长约15.8毫米，尾长约73.4毫米。休氏旋木雀在其分布区内为留鸟，其栖息在密集的高大树木组成的森林中，食性为肉食性，主要食物来源是陆生无脊椎动物。

## 亚种
- ：分布于印度东北部（布拉马普特拉河以南）和邻近的缅甸西南部。
- ：分布于缅甸东北部至中国西南部（云南）、泰国和越南西北部。
- ：分布于越南南部大叻高原。
- ：分布于老挝川圹高原。[4]